# Selección femenina de baloncesto sub-16 de Gales
La selección femenina de baloncesto sub-16 de Galeses un equipo nacional de baloncesto de Gales, administrado por Basketball Wales. Representa al país en las competiciones internacionales de baloncesto femenino sub-16.
El equipo participó 8 veces en el Campeonato Europeo de Baloncesto Femenino Sub-16 - División C. El mejor resultado es el cuarto lugar en 2014, 2015 y 2017 .

## Participaciones

### Campeonato Mundial de Baloncesto Femenino Sub-17
| Año   | Pos.         | PJ           | PG           | PP           |
| ----- | ------------ | ------------ | ------------ | ------------ |
| 2010  | No clasificó | No clasificó | No clasificó | No clasificó |
| 2018  | No clasificó | No clasificó | No clasificó | No clasificó |
| Total | 0/5          | 0            | 0            | 0            |

### Campeonato Europeo de Baloncesto Femenino Sub-16 - División C
| Año   | Pos.           | PJ             | PG             | PP             |
| ----- | -------------- | -------------- | -------------- | -------------- |
| 2000  | No participó   | No participó   | No participó   | No participó   |
| 2002  | No participó   | No participó   | No participó   | No participó   |
| 2004  | 5°             | 4              | 0              | 4              |
| 2006  | No participó   | No participó   | No participó   | No participó   |
| 2010  | No participó   | No participó   | No participó   | No participó   |
| 2011  | 6°             | 4              | 0              | 4              |
| 2012  | 8°             | 5              | 0              | 5              |
| 2013  | 5°             | 4              | 0              | 4              |
| 2014  | 4°             | 4              | 1              | 3              |
| 2015  | 4°             | 5              | 2              | 3              |
| 2016  | 6°             | 4              | 0              | 4              |
| 2017  | 4°             | 5              | 2              | 3              |
| 2018  | 6°             | 5              | 2              | 3              |
| 2019  | 5°             | 5              | 3              | 2              |
| 2021  | Por determinar | Por determinar | Por determinar | Por determinar |
| Total | 10/15          | 45             | 10             | 35             |